# François-Félix-Hyacinthe Muguet de Nanthou
François-Félix-Hyacinthe Muguet de Nanthou (20 octobre 1760 - 6 mai 1808), est un homme politique de la Haute-Saône dans la fin du XVIIIe siècle.

## Biographie
Né à Besançon en 1760, il est le fils du négociant et banquier du Doubs, François Muguet, seigneur de Nanthou, et de Jeanne Claude Rambeau qui lui donnera 2 autres fils, Charles-Félix-Frédéric, négociant et conseiller municipal de Besançon, et Denis-Louis, premier président de la Chambre de commerce de Besançon.
Il fit sa carrière comme avocat au bailliage de Gray (Haute-Saône). Devenu député de la Haute-Saône du 12 avril 1789 au 30 septembre 1791, il deviendra maire de Soing en 1808. 
Il sera l'auteur de divers rapports politiques : Lettre a M. Necker, sur les moyens de pouvoir employer utilement une classe nombreuse de citoyens, que la révolution actuelle réduit, pour ainsi dire, à l'état d'indigence en 1789, Rapport fait à l'Assemblée nationale, dans la séance du samedi 30 octobre, au nom des Comités militaires et des rapports, sur les événemens arrivés le 21 octobre à Béfort en 1790, Décret immortel de l'Assemblée nationale qui vote une statue à Jean-Jacques Rousseau & une pension à sa veuve en 1790, Rapport des événements arrivés le 5 décembre à Perpignan, fait au nom du comité des rapports, en la séance du mardi 21 décembre, par Muguet, député de la Haute-Saône. Imprimé par ordre de l'Assemblée nationale en 1791, Rapport fait à l'Assemblée nationale, en la séance du 13 juillet, au nom des comités militaire, diplomatique, de constitution, de révision, de jurisprudence criminelle, des rapports et des recherches sur les événemens relatifs à l'évasion du roi et de la famille royale en 1791.
Le 1er mars 1791, il sera le premier à défendre à l'Assemblée Nationale le sens littéral des décrets du 4 août 1789. Malgré ses propriétés de "mains-mortes" en Franche-Comté et donc sans tenir compte de ses intérêts, il plaida avec feu la cause des mains mortables ... et il réclama pour ses concitoyens toute l'étendue de l'affranchissement qu'on a fait espérer.

## Famille
Originaire d'une vieille famille de Besançon ayant pour activité le négoce et la finance, il avait épousé Anne-Claude Caron, fille du sieur Pierre Caron (1727-1782) - maître de forges à Seveux et à Quingey - et de Marie-Thérèse Braconnier, dame de Soing et tante du comte et général Etienne Heudelet de Bierre. Il hérita des terres de Soing, en fut élu et y décéda. Sa descendance passa par les femmes : les Falatieu et leur descendance Barberot d'Autet au château d'Autet, les barons de Bréda qui restèrent implantés dans la Haute-Saône.
Lui et sa descendance tissèrent également des liens étroits avec leurs cousins Caron, maîtres de forges à Seveux et à Quingey puis dans les Vosges ou les Bezanson, propriétaires de filatures de coton à Breuches et leur descendance les barons de Gail.
La descendance Heudelet perdurera dans la Haute-Saône par les Gillet de Thorey et les Lasnet de Lanty à Champlitte, conservera des relations familiales avec la descendance de Muguet de Nanthou et nombre de souvenirs de sa famille ont été hérités par  les Bastide du Lude.

## Publications
- Assemblée Nationale, Le défenseur des opprimés, volume 60, 31 mars 1791 ;
- Rapport fait à l'Assemblée Nationale, en la séance du 13 juillet, au nom des Comités Militaire, Diplomatique, de Constitution, de Révision, de Jurisprudence Criminelle, des Rapports et des Recherches ; sur les événemens relatifs à l'évasion du Roi et de la famille royale, Paris, Imprimerie Nationale, Paris, s.d., 44 pp ;
- Journal de Versailles, de Paris, de Seine et de l'Oise, par Michel Louis Etienne Regnaud de Saint-Jean d'Angély, 1790 - n° 122 ;
- Mercure de France, 5 février 1791 ;
- Procès-verbal de l'Assemblée Nationale, imprimé par son ordre, tome dix-huitième, 1790.